# 上帝之手 (2021年电影)
《上帝之手》（義大利語：È stata la mano di Dio）是2021年上映的意大利剧情片，由保罗·索伦蒂诺担纲编剧、导演和制片人，菲利波·斯科蒂、托尼·塞尔维洛、特蕾莎·萨波南杰洛、马龙·朱伯特、路易莎·拉涅利、雷纳托·卡彭蒂耶里、马西米利亚诺·加洛、贝蒂·佩德拉齐、比亚吉奥·曼纳、西罗·卡帕诺、恩佐·德卡罗、索菲娅·格舍维奇、罗伯托·奥利维里、利诺·穆塞拉、克里斯蒂安娜·戴尔安娜、莫妮卡·纳波演出。影片以自传形式，纪录了索伦蒂诺年少时在那不勒斯生活。
影片在第78屆威尼斯影展中角逐金獅獎，最终赢得評審團大獎，菲利波·斯科蒂获馬切洛·馬斯楚安尼獎（最佳男主角）。影片于2021年11月24日小规模上映，之后于2021年12月15日登陆流媒体平台Netflix。代表意大利角逐第94屆奧斯卡金像獎最佳國際影片獎。

## 剧情
1980年代，年轻的法别托（菲利波·斯科蒂 饰）与父亲萨维里奥·希萨（托尼·塞尔维洛 饰）和母亲玛丽亚·希萨（特蕾莎·萨波南杰洛）一同住在那不勒斯。法别托在大学读哲学，没有结交到朋友，更没认识到女朋友。那时他主要听音乐、看迭戈·马拉多纳为家乡的球队拿坡里比赛。哥哥马尔奇诺（马龙·朱伯特 饰）带他参加演员试镜，同情他对两人深受情绪困扰的阿姨帕特里齐亚（路易莎·拉涅利 饰）的感情。不久后，灾难降临在希萨一家头上，法别托在残酷野蛮的状态下长大成人。

## 阵容
- 菲利波·斯科蒂（Filippo Scotti） 饰 法别托·希萨（Fabietto Schisa）
- 托尼·塞尔维洛（英语：Toni Servillo） 饰 萨维里奥·希萨（Saverio Schisa）
- 特蕾莎·萨波南杰洛（英语：Teresa Saponangelo） 饰 玛丽亚·希萨（Maria Schisa）
- 路易莎·拉涅利（英语：Luisa Ranieri） 饰 帕特莉齐娅（Patrizia）
- 马西米利亚诺·加洛（英语：Massimiliano Gallo） 饰 佛朗哥（Franco）
- 雷纳托·卡彭蒂耶里（英语：Renato Carpentieri） 饰 阿尔弗雷多（Alfredo）
- 马龙·朱伯特（Marlon Joubert）饰 马尔奇诺·希萨（Marchino Schisa）
- 贝蒂·佩德拉齐（Betti Pedrazzi）饰 巴洛妮萨·弗卡雷（Baronessa Focale）
- 比亚吉奥·曼纳（Biagio Manna）饰 阿曼多（Armando）
- 西罗·卡帕诺（Ciro Capano）饰 卡普阿诺（Capuano）
- 恩佐·德·卡罗（Enzo De Caro）饰 桑·热纳罗（San Gennaro）
- 索菲娅·格舍维奇（Sofya Gershevich）饰 尤利娅（Yulia）
- 罗伯托·奥利维里（Roberto Oliveri）饰 毛里齐奥（Maurizio）
- 利诺·穆塞拉（Lino Musella）饰 马里埃蒂洛（Mariettiello）
- 克里斯蒂安娜·戴尔安娜（Cristiana Dell'Anna）饰 阿尔曼多的姐妹
- 莫妮卡·纳波（Monica Nappo）饰 西尔瓦娜（Silvana）
- 卡门·波梅拉（Carmen Pommella）饰 安娜雷拉（Annarella）
- 阿德里亚诺·萨莱里（Adriano Saleri）饰 费里尼的助手（Fellini's assistant）

## 制作
2020年7月，消息指保罗·索伦蒂诺将担任影片的编剧、导演和制片人，Netflix负责发行。同月，球王迭戈·马拉多纳的代表律师称会就影片使用上帝之手为片名、未经授权使用马拉多纳的图片采取法律行动，Netflix回应称影片既不是体育片，也不讲马拉多纳的事情，而是改编索伦蒂诺年轻时的故事。2020年9月，托尼·塞尔维洛加盟剧组，主体拍摄同月在意大利那不勒斯启动。

## 发行

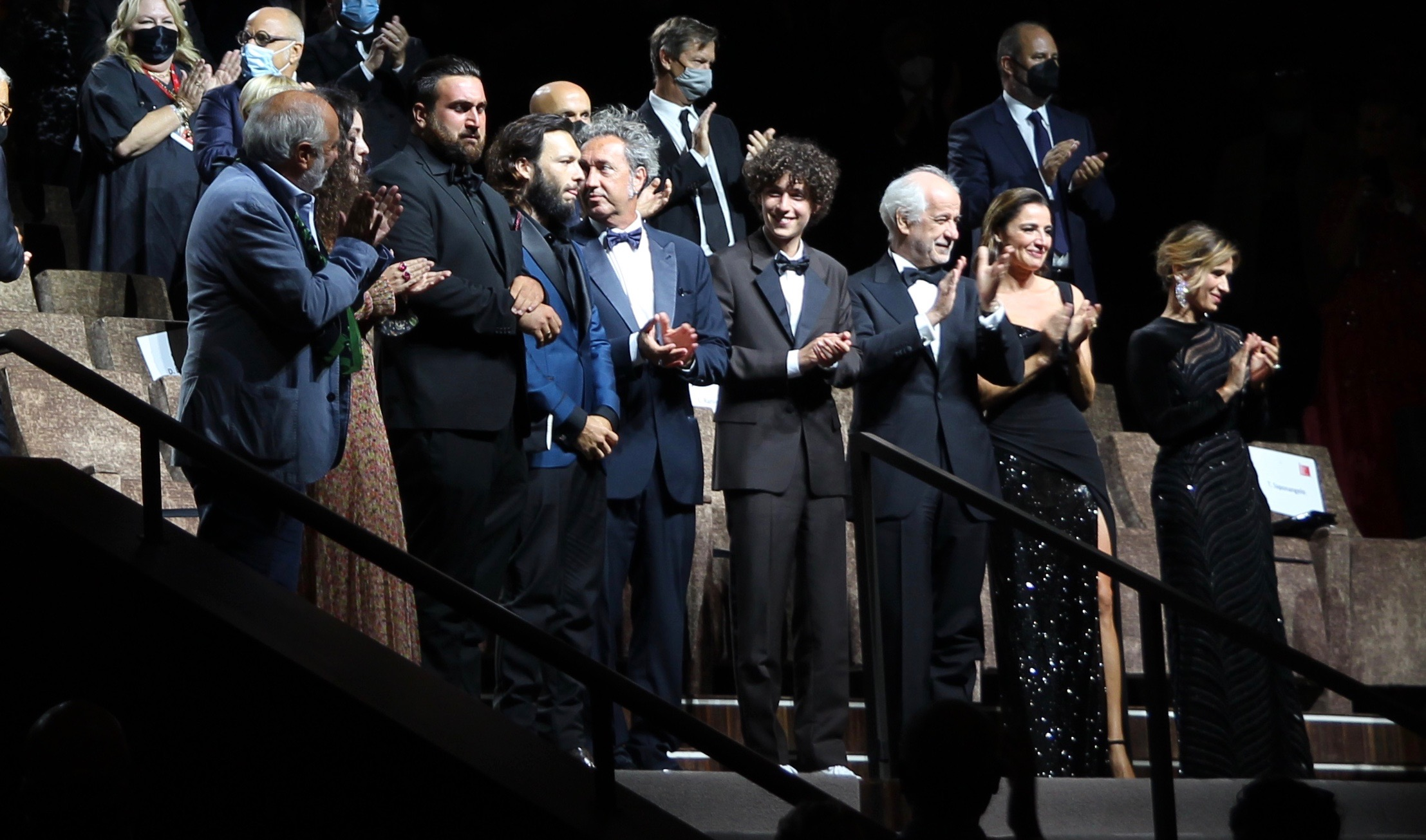
导演保罗·索伦蒂诺携主创团队亮相第78屆威尼斯影展的首映礼。

2021年9月2日，影片在第78屆威尼斯影展全球首映，2021年12月15日登陆Netflix。

## 评价

### 专业评价
汇总媒体烂番茄根据134条评论打出83%的新鲜度，平均得分7.3/10。网站共识写道：“《上帝之手》虽然不是索伦蒂诺最好的作品，但是拍得很精美，用诱人的鼓声唱出成长的故事，尽管用的是小调。”Metacritic根据36条评论打出76/100的平均分，表示“普遍好评”。

### 奖项
| 大奖                    | 颁奖日期       | 奖项                 | 获得者                       | 结果       | 参考资料 |
| ----------------------- | -------------- | -------------------- | ---------------------------- | ---------- | -------- |
| 奥斯卡金像奖            | 2022年3月27日  | 最佳國際影片獎       | 《上帝之手》                 | 入圍短名單 | [ 11 ]   |
| 黑人影评人协会奖        | 2021年12月22日 | 最佳外语片           | 《上帝之手》                 | 獲獎       | [ 12 ]   |
| 评论家选择电影奖        | 2022年1月9日   | 最佳外語片           | 《上帝之手》                 | 待定       | [ 13 ]   |
| 达拉斯—沃斯堡影评人协会 | 2021年12月20日 | 最佳外语片           | 《上帝之手》                 | 提名       | [ 14 ]   |
| 都柏林影评人协会        | 2021年12月21日 | 最佳摄影             | 达里亚·德安东尼奥            | 提名       | [ 15 ]   |
| 歐洲電影獎              | 2021年12月11日 | 最佳影片             | 《上帝之手》                 | 提名       | [ 16 ]   |
| 歐洲電影獎              | 2021年12月11日 | 最佳導演             | 保罗·索伦蒂诺                | 提名       | [ 16 ]   |
| 歐洲電影獎              | 2021年12月11日 | 最佳剧本             | 保罗·索伦蒂诺                | 提名       | [ 16 ]   |
| 佛罗里达影评人协会      | 2021年12月22日 | 最佳外语片           | 《上帝之手》                 | 獲獎       | [ 17 ]   |
| 金球獎                  | 2022年1月9日   | 最佳外語片           | 《上帝之手》                 | 提名       | [ 18 ]   |
| 伦敦影评人协会          | 2022年2月6日   | 最佳外语片           | 《上帝之手》                 | 待定       | [ 19 ]   |
| 倫敦影展                | 2021年10月17日 | 最佳影片             | 保罗·索伦蒂诺                | 提名       | [ 19 ]   |
| 米德尔堡电影节          | 2021年10月21日 | 国际焦点奖           | 保罗·索伦蒂诺                | 獲獎       | [ 20 ]   |
| 米尔谷电影节            | 2021年10月17日 | 电影节大奖           | 保罗·索伦蒂诺、菲利波·斯科蒂 | 獲獎       | [ 19 ]   |
| 纽波特海滩电影节        | 2021年10月28日 | 最佳国际电影         | 保罗·索伦蒂诺                | 獲獎       | [ 21 ]   |
| 棕榈泉国际电影节        | 2021年10月28日 | 最佳外语片           | 保罗·索伦蒂诺                | 待定       | [ 22 ]   |
| 凤凰城影评人圈          | 2021年12月18日 | 最佳外语片           | 《上帝之手》                 | 提名       | [ 23 ]   |
| 凤凰城影评人协会        | 2021年12月18日 | 最佳外语片           | 《上帝之手》                 | 獲獎       | [ 24 ]   |
| 卫星奖                  | 2022年1月5日   | 最佳外语片           | 《上帝之手》                 | 待定       | [ 25 ]   |
| 圣路易斯影评人协会      | 2021年12月19日 | 最佳外语片           | 《上帝之手》                 | 亚军       | [ 26 ]   |
| 悉尼电影节              | 2021年11月15日 | 最佳影片             | 保罗·索伦蒂诺                | 提名       | [ 27 ]   |
| 威尼斯电影节            | 2021年9月11日  | 金獅獎               | 保罗·索伦蒂诺                | 提名       | [ 16 ]   |
| 威尼斯电影节            | 2021年9月11日  | 評審團大獎           | 保罗·索伦蒂诺                | 獲獎       | [ 16 ]   |
| 威尼斯电影节            | 2021年9月11日  | 馬切洛·馬斯楚安尼獎  | 菲利波·斯科蒂                | 獲獎       | [ 16 ]   |
| 威尼斯电影节            | 2021年9月11日  | 帕西内蒂最佳影片奖   | 保罗·索伦蒂诺                | 獲獎       | [ 16 ]   |
| 威尼斯电影节            | 2021年9月11日  | 帕西内蒂最佳女主角奖 | 特蕾莎·萨波南杰洛            | 獲獎       | [ 16 ]   |